# Jack Vincent
 (décembre 2012).
Si vous disposez d'ouvrages ou d'articles de référence ou si vous connaissez des sites web de qualité traitant du thème abordé ici, merci de compléter l'article en donnant les références utiles à sa vérifiabilité et en les liant à la section « Notes et références ».
Pour les articles homonymes, voir Vincent.
Jack Vincent (né le 6 mars 1904 à Londres et décédé le 3 juillet 1999 à Pietermaritzburg) est un militaire et ornithologue membre d'une expédition portugaise en Afrique orientale.

## Biographie
Il quitte la Grande-Bretagne pour l'Afrique du Sud à l'âge de 21 ans.